# Agelasta marmorata
Agelasta marmorata är en skalbaggsart som först beskrevs av Maurice Pic 1927.  Agelasta marmorata ingår i släktet Agelasta och familjen långhorningar. Inga underarter finns listade i Catalogue of Life.